# 九張犁站
九張犁站位於臺中市烏日區，為臺中捷運綠線（烏日文心北屯線）之捷運車站。

## 車站概要
車站位於建國路上，近環中路六段；車站編號為116。站名取自當地地名九張犁。地處烏日與南屯、南區交界地帶。

## 車站構造
高架車站，兩座側式月台，兩個出入口。

### 車站樓層
| 地上 四樓 | 側式月台，右側開門 | 側式月台，右側開門                     |
| 地上 四樓 | ①號月台            | 綠線 往北屯總站方向（大慶站）          |
| 地上 四樓 | ②號月台            | 綠線 往高鐵台中站方向（九德站）        |
| 地上 四樓 | 側式月台，右側開門 |                                        |
| 地上 三樓 | 穿堂層             | 車站大廳、詢問處、自動售票機、驗票閘門 |
| 地上 二樓 | 中間層             | 樓梯、電扶梯轉接平台                   |
| 地面      | 出入口             | 出入口                                 |

### 車站出口
於建國路兩側捷運用地內設置出入口1及出入口2。但較鄰近週邊社區的南側出入口至今尚未取得私有土地，以致僅有北側出入口可進出，臺中市交通局評估要2023年才會完成開闢。
| 出入口                             | 圖片 | 位置       |
| ---------------------------------- | ---- | ---------- |
| 單一出入口 · 設有電梯 · 設有手扶梯 |      | 建國路西側 |
| 註： 設有電梯 \| 設有手扶梯        |      |            |

## 沿革
- 2013年3月1日 - 工程開始[5]（pp. 4-5）。
- 2018年6月30日 - 公告站名[6]。
- 2020年
  - 11月16日 - 試營運（12月15日止的4週間免費）[7]。
  - 11月22日 - 連接器牽引裝置軸心斷裂，試營運中止[8]。
  - 12月19日 - 原定正式營運日[7]。
- 2021年
  - 3月25日 - 重啟試營運（4月23日止的30日間持IC卡免費。4月24日運休）[9]。
  - 4月25日 - 正式營運[9]。

## 利用狀況
九張犁站2022全年每日進出人次約45人次，在全台捷運系統中名列末座，故有都會秘境驛的別稱。本站與相鄰住宅區有鐵路隔閡，因此使用人數極少。
| 年   | 年間  | 年間  | 年間     | 單日平均 | 單日平均 |
| 年   | 進站  | 出站  | 進出站計 | 進站     | 進出站   |
| ---- | ----- | ----- | -------- | -------- | -------- |
| 2022 | 8,271 | 8,006 | 16,277   | 23       | 45       |

## 相片集

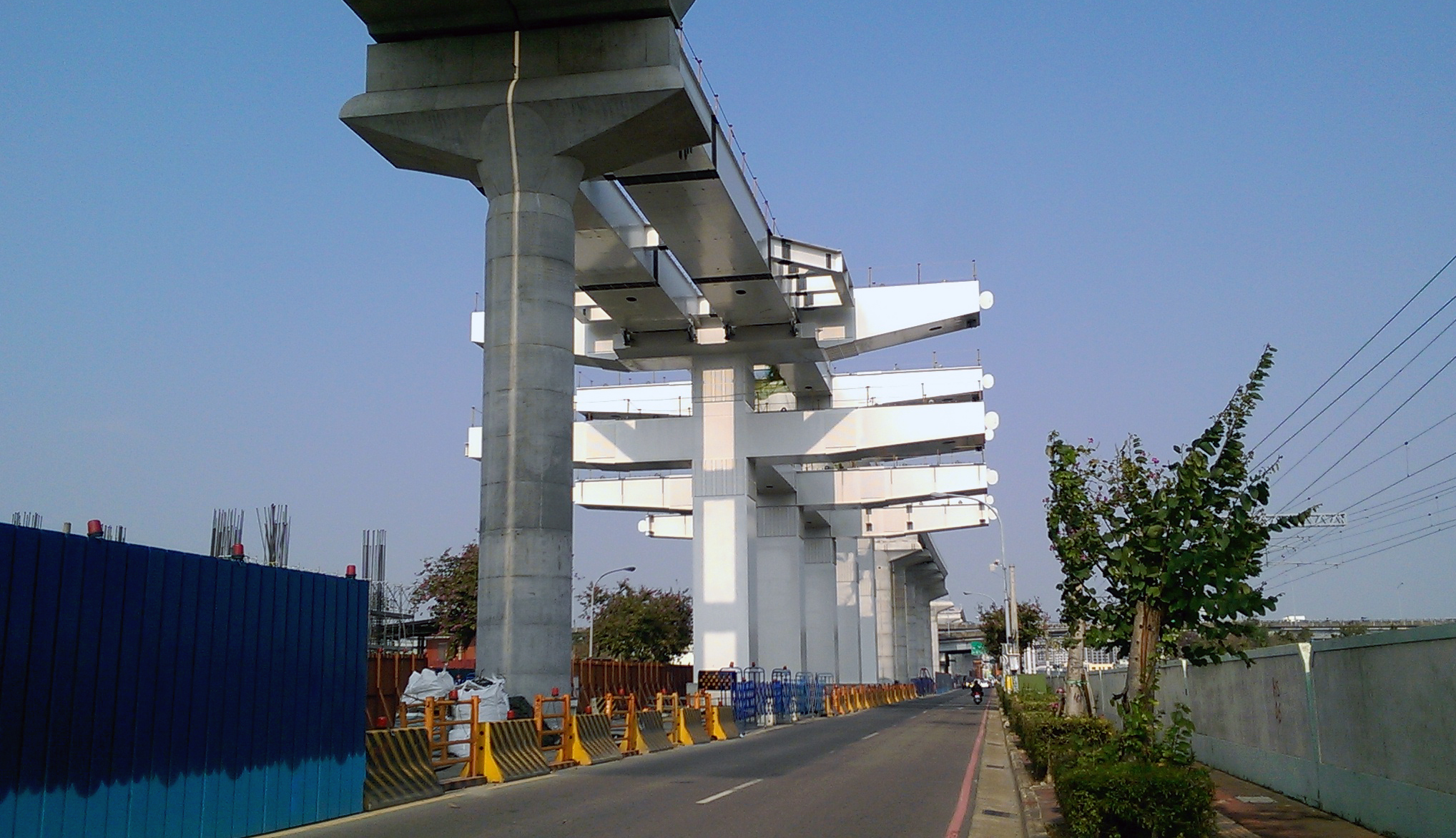
九張犁站2015年2月工程時樣貌
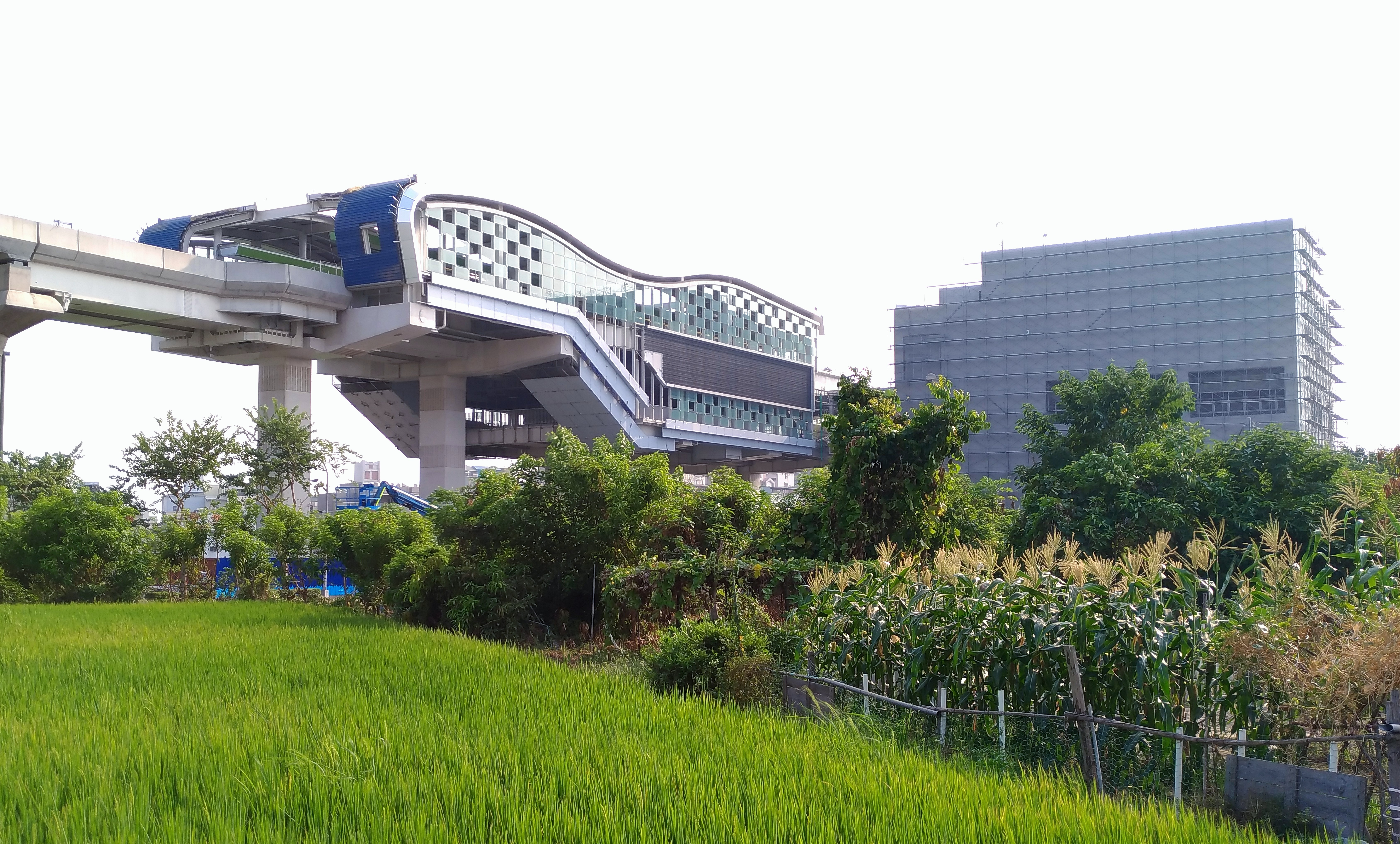
九張犁站2017年10月工程

## 外部連結
- 捷運綠線(公開)
- 九張犁站（台中捷運股份有限公司） （页面存档备份，存于）